# Marzena Kipiel-Sztuka
Marzena Ewa Sztuka z domu Kipiel (ur. 19 października 1965 w Legnicy, zm. 9 czerwca 2024 w Wałbrzychu) – polska aktorka, której popularność przyniosła rola Haliny Kiepskiej w serialu Świat według Kiepskich (1999–2022).

## Życiorys
Jej ojciec, Adam Kipiel (1931–1990), pochodził ze Starego Solca. Matka, Irena Kipiel (1933–1995), zmarła na raka po półrocznej walce z chorobą. Miała o pięć lat młodszą siostrę, Dorotę.
Była absolwentką Technikum Budowlanego w Legnicy. W latach 1987–1989 pracowała jako suflerka w Teatrze im. Aleksandra Fredry w Gnieźnie. W latach 1989–2000 występowała w Teatrze Dramatycznym w Legnicy. W 1991 zdała aktorski egzamin eksternistyczny. W 1993 otrzymała nagrodę Złota Iglica. Przez pół roku śpiewała w Omanie, a także pracowała jako sprzątaczka w Monachium.
W 1999 zyskała ogólnopolską popularność dzięki roli Haliny Kiepskiej w polsatowskim sitcomie Świat według Kiepskich, w którym występowała do zakończenia jego emisji w 2022. Wiosną 2007 wzięła udział w pierwszej edycji programu Jak oni śpiewają, emitowanego na antenie stacji telewizyjnej Polsat. Koncertowała z autorskim repertuarem pod nazwą Życie nie jest kiepskie. Występowała też w formie stand-upu. W 2023 zagrała w teledysku zespołu SMKKPM pt. „Maradona”.
W sierpniu 2014 otrzymała „Kryształowy Granat” dla najkomiczniejszej aktorki sezonu 2013/2014 na XVIII Ogólnopolskim Festiwalu Filmów Komediowych w Lubomierzu. Przez lata wspierała akcje charytatywne organizowane przez policję z rodzinnej Legnicy. Była jedną z najczęściej wyszukiwanych osób w internecie przez Polaków w 2024 według raportu Google.

## Odznaczenia
Za wybitne zasługi patriotyczne i działalność dla NSZZ Policjantów otrzymała od tej organizacji Krzyż Niepodległości z Gwiazdą klasy I. W 2025 decyzją Rady Miejskiej Legnicy została odznaczona pośmiertnie tytułem „Zasłużony dla Legnicy”.

## Życie prywatne
Jej pierwszym mężem był reżyser i producent filmowy Konrad Sztuka (1964–2015), z którym rozwiodła się po dziesięciu latach małżeństwa. Następnie związała się z operatorem filmowym Mariuszem Piesiewiczem, który w 2005 zmarł z powodu wylewu. W 2007 poślubiła Przemysława Buksakowskiego, który zmarł 10 stycznia 2009. Była bezdzietna.
Chorowała na przewlekłą obturacyjną chorobę płuc i depresję. Zmagała się również z chorobą alkoholową i uzależnieniem od papierosów. Zmarła 9 czerwca 2024 w hospicjum w Wałbrzychu z powodu choroby nowotworowej. Została pochowana 13 czerwca 2024 w grobie rodzinnym na Cmentarzu Komunalnym w Legnicy (J6/3/12). Uroczystości pogrzebowe miały charakter świecki.
Po jej śmierci powstała Fundacja im. Marzeny Kipiel-Sztuka oferująca wsparcie psychologiczne, finansowe i prawne osobom chorym na nowotwory, a także tym dotkniętym ubóstwem, wykluczonym społecznie i zmagającym się z nałogami.

## Filmografia
Opracowano na podstawie materiału źródłowego:
- 1997: Charakter (tyt. oryg. Karakter)
- 1999–2022: Świat według Kiepskich jako Halina Kiepska
- 2004; 2006: Fala zbrodni
  - 2004: jako właścicielka restauracji (odc. 8)
  - 2006: jako Danczewska, matka Asi (odc. 52)
- 2004: Pierwsza miłość jako pielęgniarka Jola (odc. 52)
- 2007: Sztuczki jako matka Violki
- 2010: Byzuch 2: Rewizyta jako Marzena
- 2012: Kop głębiej jako Daria Nowak, matka Oli
- 2019: Fighter jako pielęgniarka
- 2019: Sprawiedliwi – Wydział Kryminalny jako Genowefa Kopczyk, żona st. asp. Krzysztofa Kopczyka
- 2021: Kabaret na żywo. Klinika skeczów męczących jako Krystyna Pawłowicz[25]
- 2021: 1:11 jako Janina
- 2021: Miłość jest blisko jako Grażyna Kulikowska
- 2022: Behawiorysta jako ciotka Horsta

### Polski dubbing
- 2016: Jak uratować mamę jako czarownica

### Wykonanie piosenek
- 2002: śpiew w spektaklu telewizyjnym Ballada o Zakaczawiu

Ponadto wielokrotnie wykonywała znane polskie przeboje w serialu Świat według Kiepskich.

## Teatr
- 1990: Szpital rejonowy (reż. Józef Jasielski) – salowa-sanitariuszka
- 1990: Czerwone pantofelki (reż. J. Stańda) – Cyganka
- 1991: Przygody młynka do kawy (reż. T. Krzan) – Tarka
- 1991: Brel (reż. Łukasz Pijewski)
- 1991: Henryk Pobożny (reż. M. Korwin) – Maryja Panna
- 1991: Droga
- 1991: Julia do Williama (reż. Ch. Bihel) – Marta, Abraham
- 1991: Jan Maciej Karol Wścieklica (reż. J. Jasielski) – Valentina de Pellinee
- 1991: Francuska sałatka (reż. Ch. Bihel)
- 1992: Teatr wenecki (reż. Ł. Pijewski) – Nena, służąca
- 1992: Wyspa nutożerców (reż. Ł. Pijewski) – Koko Marimba
- 1992: Miss baśni i bajek (reż. K. Gradowski) – Kaczka
- 1993: Do Europy na czworakach (reż. A. Kusaj)
- 1993: Niema lekcja (reż. J. Koprowski) – służąca
- 1993: Powrót smoka (reż. R. Faraon) – Palula
- 1994: Radio oszołomów (reż. A. Kusaj)
- 1994: Królowa Śniegu (reż. L. Zarembińska) – Rozbójniczka, Wrona, Narcyz, Diabeł
- 1995: Trzej muszkieterowie (reż. J. Głomb)
- 1995: Narkotyki (reż. P. Kamza)
- 1995: Trzej muszkieterowie (reż. J. Głomb) – Milady de Winter
- 1995: Bajka o Latających Kamieniach: Ja i Ty (reż. P. Surmaczyński) – Ziggy
- 1996: Zagraj to jeszcze raz, Sam (reż. W. Krzystek) – Nancy
- 1996: Król Maciuś Pierwszy (reż. G. Kwieciński)
- 1996: Zły (reż. Jacek Głomb)
- 1996: Panna Tutli-Putli (reż. W. Cichy)
- 1997: Don Kichot uleczony (reż. J. Głomb) – pokojówka
- 1997: Młoda śmierć (reż. T. Sobczak)
- 1997: Śpiew masek (reż. R. Skolmowski) – matka
- 1997: Axur, król Ormus (reż. J. Głomb) – Urson
- 1998: Tajemniczy świat braci Grimm (reż. Z. Najmoła) – Krasnoludek I
- 1998: Koriolan (reż. K. Kopka) – Waleria
- 1998: Trzej królowie (reż. Zespół) – II Doktor w piśmie, II Królowa
- 1998: Kordian (reż. P. Kamza) – Matka